# Magna Steyr
Pour les articles homonymes, voir Magna et Steyr.
Magna Steyr AG & Co KG  est un constructeur automobile autrichien, dont la principale usine de montage est située à Graz. Elle a d'abord fait partie du conglomérat Steyr-Daimler-Puch, pour devenir ensuite la filiale de l'équipementier canadien Magna International. 
Magna Steyr conçoit, développe et assemble des véhicules pour le compte d'autres constructeurs. Magna Steyr n'est donc pas une marque automobile. En 2002, Magna Steyr a repris à Daimler son usine d'assemblage de véhicules Eurostar. Sa capacité d'assemblage atteint 200 000 véhicules par an. Magna Steyr est le plus important sous-traitant automobile au monde. La société possède plusieurs sites industriels, dont le plus important est son usine d'assemblage de Graz en Autriche.
Magna Steyr a développé le système de transmission intégrale 4Matic de Mercedes-Benz, et il assure l'assemblage des modèles Classe E 4Matic. La société a aussi participé de manière substantielle au développement de la BMW X3 et elle a assuré la fabrication du modèle X3 original (code modèle E83) ainsi que l'Aston Martin Rapide. De même elle a développé plusieurs modèles de voitures pour le compte de grands constructeurs, comme l'Audi TT, la Fiat Bravo et la Peugeot RCZ.

## Historique
C'est à Graz en 2001 que fut fondée la société Magna Steyr, après la prise de contrôle, 3 ans plus tôt, de Steyr-Daimler-Puch AG par Magna International.
En 2015, Samsung SDI rachète la division des batteries de Magna Steyr pour environ 120 millions de dollars.

## Production

### Production actuelle
- Toyota Supra - depuis 2019
- BMW Z4 - depuis 2018
- Mercedes-Benz Classe G II – depuis 2018
- Jaguar I-Pace – depuis 2018
- Jaguar E-Pace - depuis 2017
- BMW Série 5 - depuis 2017
- Fisker Ocean - à partir de 2021[5]

### Production précédente
- Mercedes-Benz Classe G – 1979-2018
- Peugeot RCZ (2011-2015)
- Mini Countryman 2010-2017[6]
- Mini Paceman 2012-2017[7]
- Voiturette (1904)
- Alpenwagen (1919)
- Puch 500/650/700c/126 (1957-1975)
- Haflinger (1959-1974)
- Pinzgauer (1971–2000)
- Volkswagen Transporter T3 4x4 (1984–1992)
- Volkswagen Golf II Country (1990–1991)
- Audi V8L (1990–1994)
- Jeep Grand Cherokee ZG, WG, WJ (1994–2004)
- Mercedes-Benz Classe E W210 (1996–2002) (transmission intégrale)
- Mercedes-Benz Classe M W163 (1999–2002)
- Mercedes-Benz Classe E W211 (2003–2006) (transmission intégrale)
- Saab 9-3 Convertible (2003–2009)
- BMW X3 (2003–2010)
- Chrysler 300C (2005–2010)
- Jeep Grand Cherokee WH (2005–2010)
- Jeep Commander (2006–2010)
- Chrysler Voyager (Juillet 2007–Décembre 2007)[réf. nécessaire]
- Mercedes-Benz SLS AMG (coque en aluminium peint) (2009-2014)
- Aston Martin Rapide (2010–2012)[8]

### Équipements automobiles
- Mercedes-Benz SLK Vario-Roof (à toit escamotable) - plus de 500 000 exemplaires produits depuis 1996[9]
- Opel Astra TwinTop (à toit escamotable) – 2005–2010[10]

### Contrats annulés
Porsche a annoncé en juin 2008 la conclusion d'un contrat avec Magna Steyr pour le montage dès 2012 de ses modèles Boxster and Cayman, mais ce contrat fut annulé en décembre 2009, avec le remplacement de Magna Steyr par Karmann, le spécialiste allemand de l'assemblage de série limités récemment entré dans le giron de Volkswagen, la maison-mère de Porsche.

## MILA

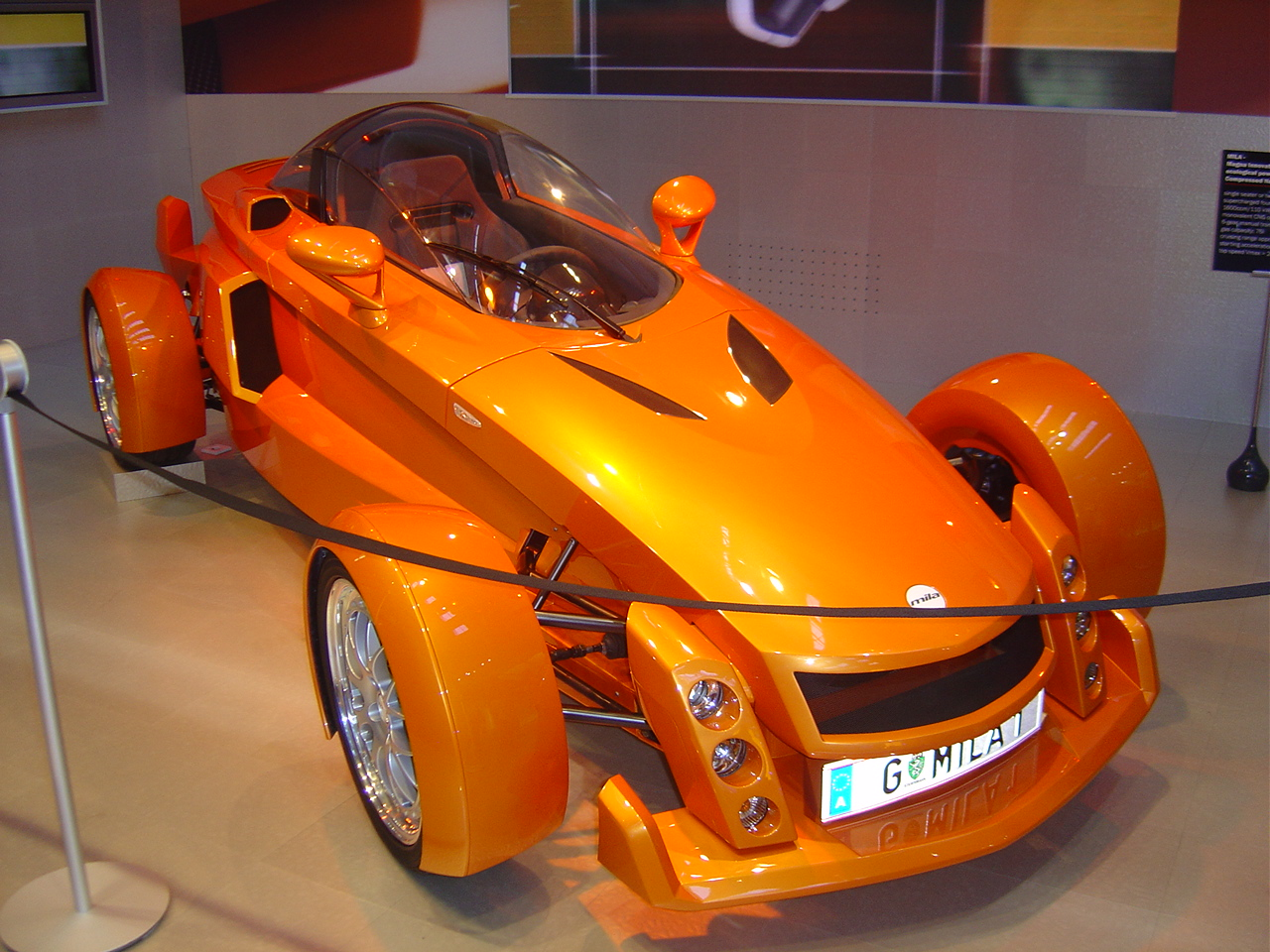
MILA Concept (2006)

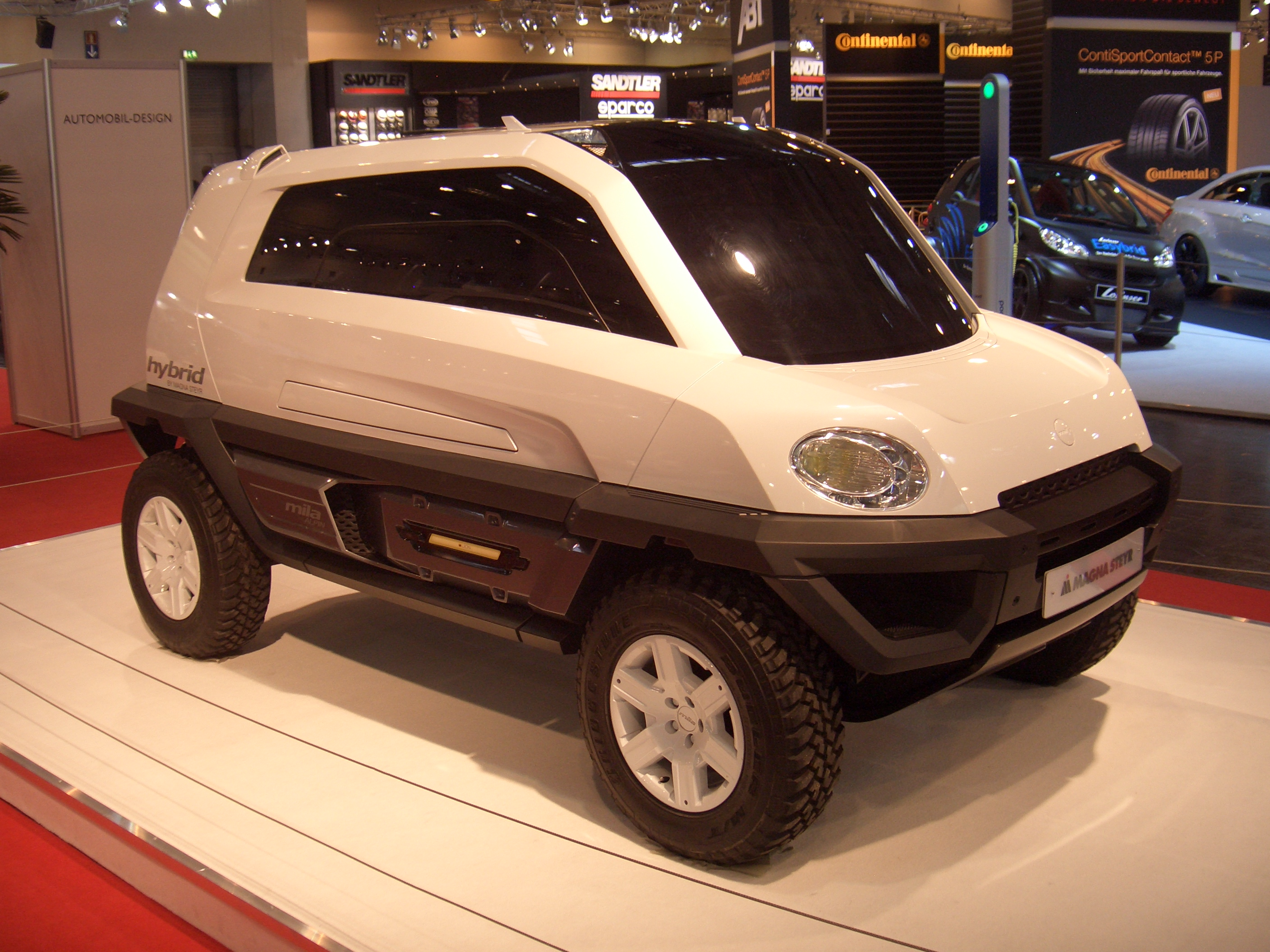
MILA Alpin (2008)

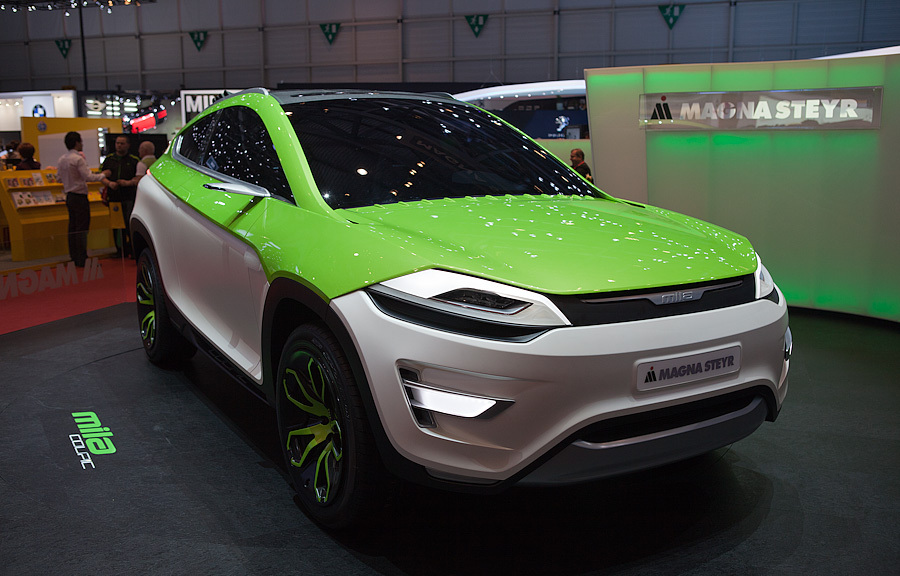
MILA Coupic (2012)

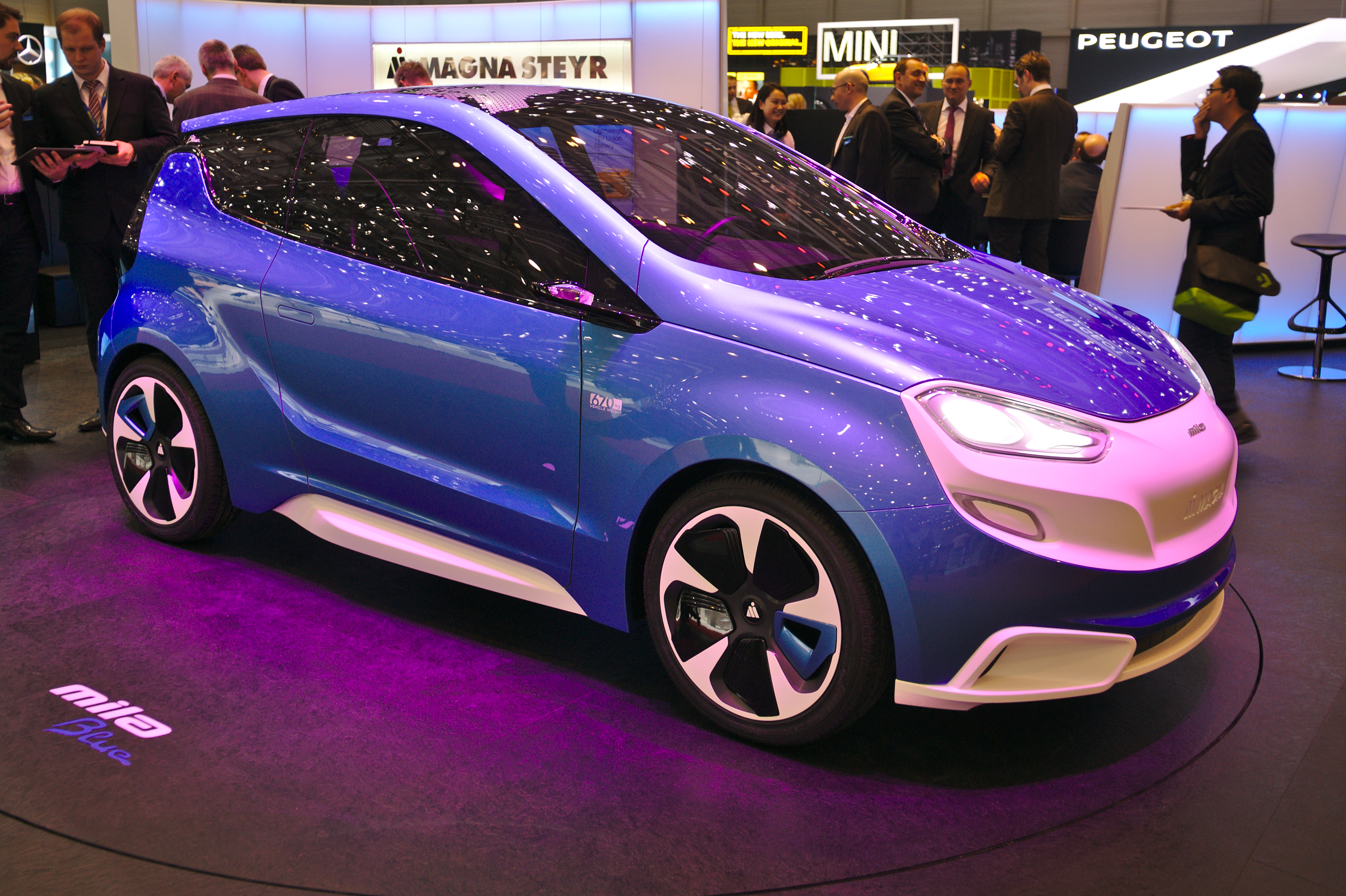
MILA Blue (2014)

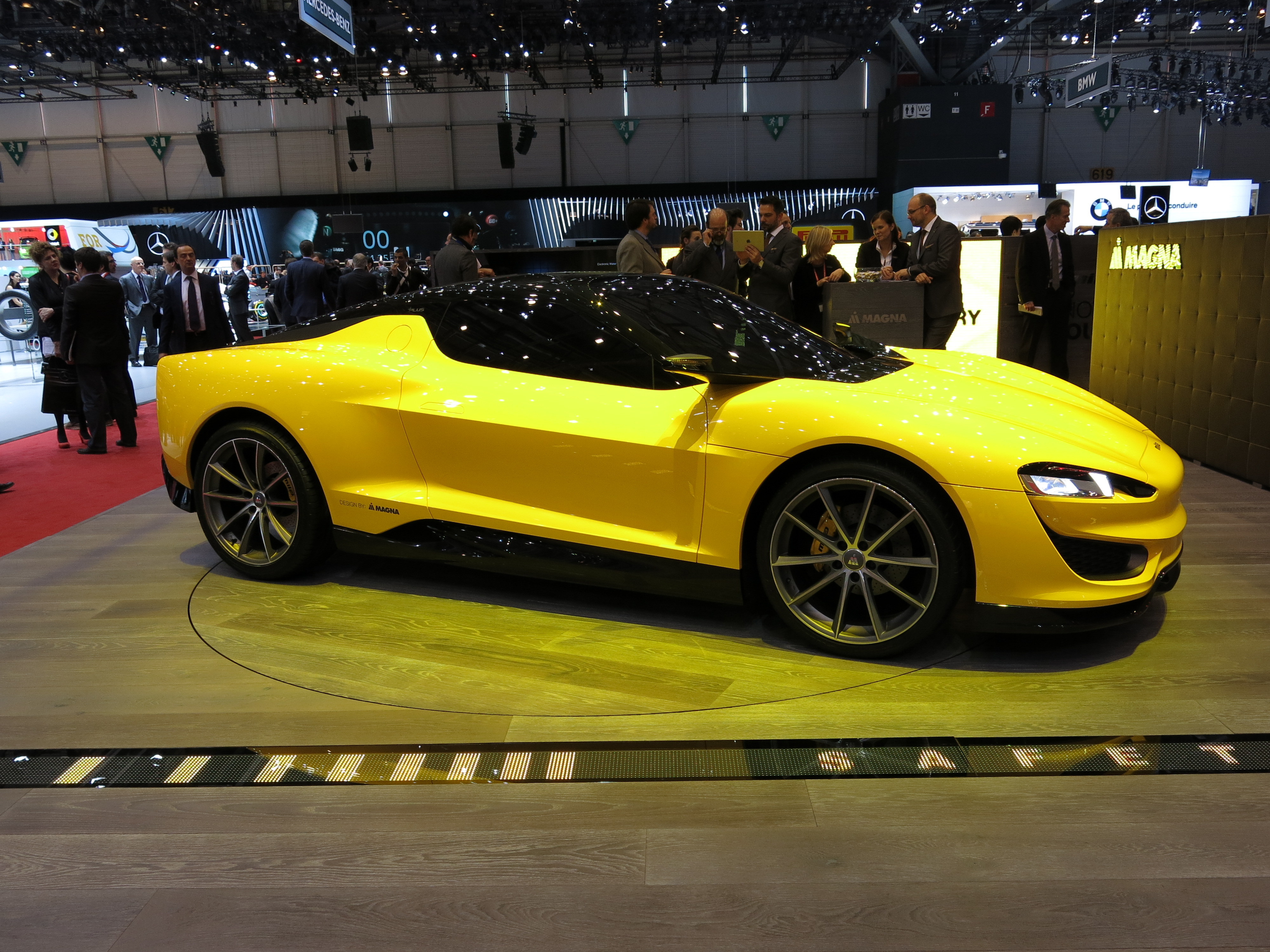
MILA Plus (2015)

Magna Steyr a lancé la marque MILA (Magna Innovation Lightweight Auto) pour marquer la séparation entre ses activités de production et de conception. Plusieurs concept cars ont été montrés à différents salons automobiles.

### MILA Concept
Le concept MILA, une sportive monoplace, a été présenté au salon de Francfort en 2005. Le premier prototype de ce véhicule GPL a vu le jour en 2006. Il fut suivi par le MILA 2, la version biplace du véhicule.

### MILA Future
Présenté au salon de Genève de 2007, le Mila Future est qualifié de "sculpture", avec 4 configurations de toit : coupé, landaulet, coupster (hybride de coupé et de roadster) et roadster.

### MILA Alpin
L'Alpin est un petit véhicule tout-terrain pour 4 passagers en configuration 3+1, annoncé en 2008 au salon de Genève. Caractéristiques inhabituelles, ce véhicule disposait d'un moteur en position centrale et il était basé sur un concept de production low-cost. Ces principales caractéristiques sont une longueur de 3,540 m, une largeur de 1,703 m et une hauteur de 1,750 m ; un moteur 3 cylindres 1,0 L (999 c3) en 2 versions, GPL ou essence. La version essence essence, la plus légère, avait un poids de 906 kg.

### MILA EV
Le Mila EV est concept car de véhicule électrique rechargeable construit sur la base d'une plateforme légère modulaire. Le véhicule a été présenté au salon de Genève de 2009.

### MILA Aerolight
Présenté lors du salon de Genève de 2011, le Mila Aerolight, 5e concept car de Mila, est un véhicule compact à 4 places, fonctionnant au gaz naturel compressé.

### MILA Coupic
Le 6e concept de la famille Mila est le Mila Coupic, qui combine trois types de véhicules en un : un coupé SUV qui peut être transformé en pick-up ou en cabriolet. Il a été présenté au salon de Génève de 2012.

### MILA Blue
Le MILA Blue est un véhicule allégé fonctionnant au gaz naturel, émettant moins de 50 g/km de CO2. Le gain de poids par rapport à une citadine de classe A typique, roulant au gaz naturel compressé, atteint 300 kg.

### MILA Plus
Le MILA Plus est une voiture de sport supercar concept-car hybride électrique GT, présentée au salon international de l'automobile de Genève 2015, à base de matériaux en grande partie recyclables, motorisé par un moteur 3 cylindres essence hybride électrique et deux moteurs électriques (un sur chaque essieu) pour une puissance combinée de 272 ch, pour une autonomie annoncée de 500 km, et de 75 km en mode électrique.